# ديفيد دلفينو
ديفيد دلفينو (بالإنجليزية: David Delfino؛ بالإيطالية: David Delfino) هو لاعب هوكي الجليد أمريكي وإيطالي، ولد في 29 ديسمبر 1965 في ميدفورد في الولايات المتحدة.

## وصلات خارجية
- ديفيد دلفينو على موقع EliteProspects.com (الإنجليزية)
- ديفيد دلفينو على موقع Eurohockey.com (الإنجليزية)
- ديفيد دلفينو على موقع HockeyDB.com (الإنجليزية)
- ديفيد دلفينو على موقع أوليمبيديا (الإنجليزية)